# USS Delbert D. Black (DDG-119)

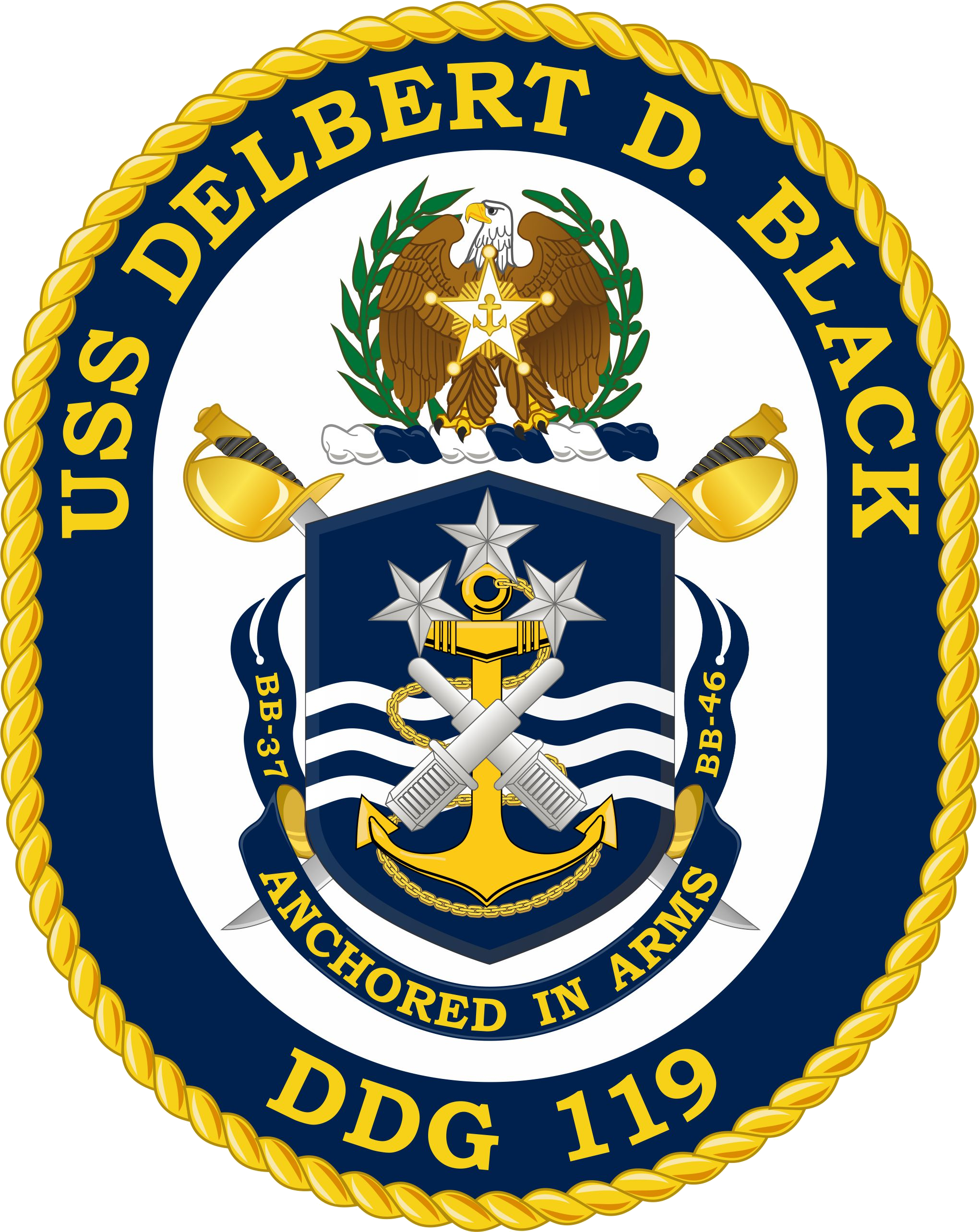

«Дельберт Блек» (англ. USS Delbert D. Black (DDG-119)) — есмінець типу «Арлі Берк» ВМС США. Названий на честь майстер чиф-петті офіцера ВМС США Дельберта Блека (англ. Delbert D. Black), учасника Другої світової війни. 

## Історія створення
Есмінець «Дельберт Блек» був замовлений 3 червня 2013 року. Закладений 1 червня 2016 року на верфі фірми Ingalls Shipbuilding. Спущений на воду  8 вересня 2017 року.
26 серпня 2020 року корабель був включений до складу флоту. 